# ヒストリート
沖縄市戦後文化資料展示館ヒストリート（おきなわしせんごぶんかしりょうてんじしつヒストリート）は沖縄県沖縄市にある資料館。沖縄市が運営している。
2005年の開館以来「パルミラ通り」沿いの空き店舗を利用して本館の「ヒストリート」と分館の「ヒストリートII」として運営していたが、2018年4月に閉館。
2018年8月8日にコザゲート通り沿いのビルに移転して再オープンした。
2024年に沖縄にゆかりのある音楽の資料を所蔵し展示する「おんがく村」が館内に移転したが、おんがく村は2025年4月にミュージックタウン音市場に再移転する計画である。

## ヒストリート

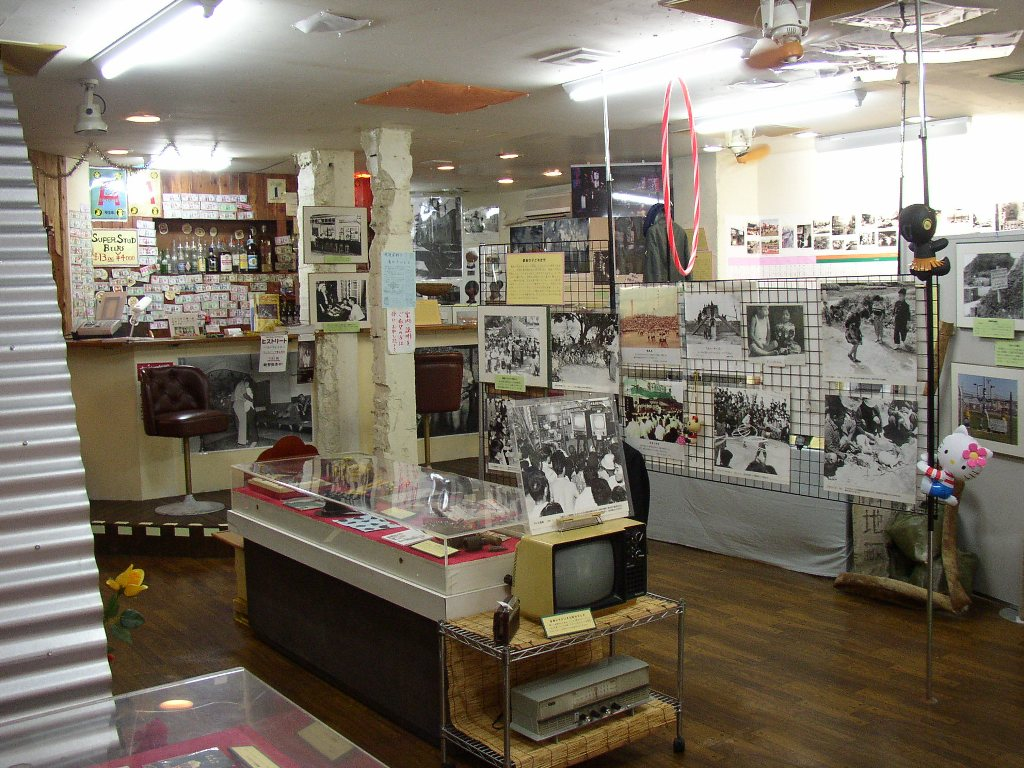
館内のようす（旧館）

開館は戦後60年目を迎えた2005年9月7日。この日は沖縄戦における日米両軍の降伏調印が沖縄市森根（現在の嘉手納飛行場内）で行われたことに因んでおり、資料館が位置するコザ地域そのものも嘉手納基地に隣り合う「基地の街」として形成された経緯がある。このような特異な歴史を経験した街を紹介しているのが「ヒストリート」であり、戦後文化を中心に展示を行う資料館は県内でも珍しい。
資料館はそれ専用に建設された施設ではなく、コザゲート通りにある既存の建物の1・2階を改装して展示室にしている。従来「パルミラ通り」と呼ばれる商店街にあった旧館も空き店舗を活用したものである。旧館は施設こそ小規模であったが、施設のある周辺は米兵たちが行き交う「中央パークアベニュー（旧ビジネスセンター通り。BC通り、センター通り、とも）」や1970年に起こった住民蜂起コザ暴動の現場となった「コザゲート通り」がある。

### 展示等
「Aサイン」バーをイメージした館内にはベトナム戦争中に賑わったコザの街の様子やコザ暴動、収容所から始まった戦後の市民のくらしなど、充実した内容となっている。また、『沖縄市史』や『KOZA BUNKA BOX』など沖縄市が刊行する書籍の販売も行っている。

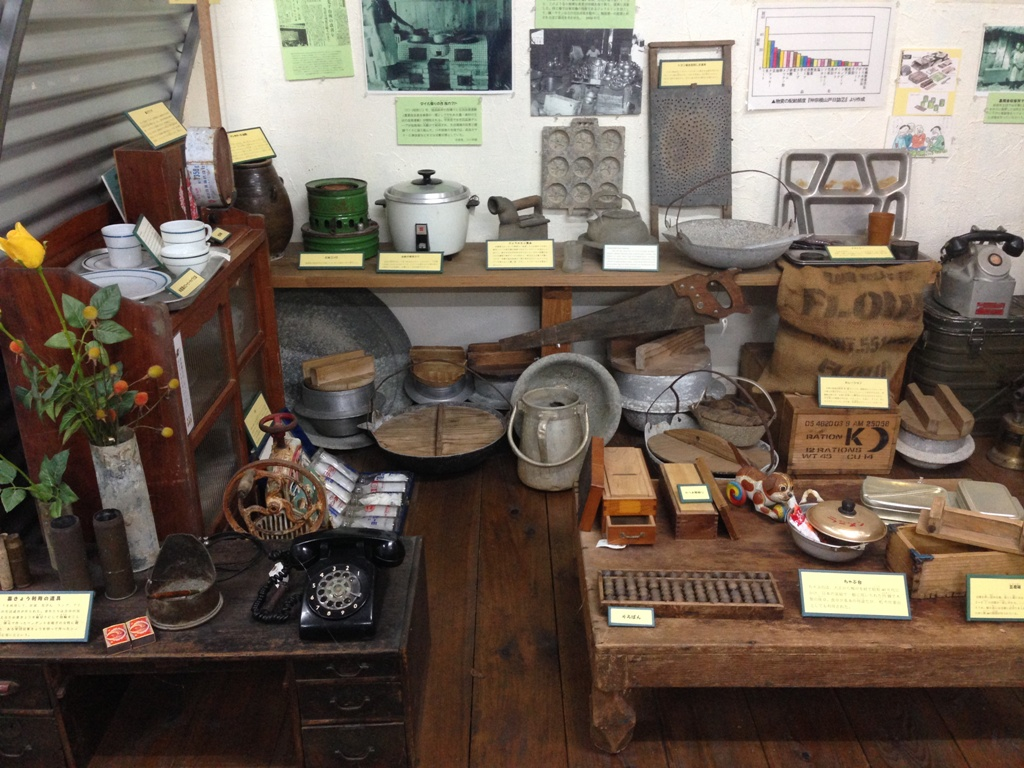
戦争直後の生活用品（旧館）

### おんがく村
2024年には沖縄にゆかりのある音楽（ジャズ、ロック、民謡、フォーク）に関する資料を所蔵し展示する「おんがく村」が移転した。おんがく村は沖縄市の委託を受けて2014年にオープンし、一番街商店街に展示室があったが、開館10年を機に沖縄市戦後文化資料展示館ヒストリート内に移転した。
その後、沖縄市は2025年4月におんがく村をミュージックタウン音市場に移転する計画を発表した。

## ヒストリートII
「ヒストリート」の2軒隣に分館として2009年にオープンした展示室で、2カ月ごとに変わる企画展の会場となっていた。企画展は沖縄市に関連したテーマで実施してきており、これまで「嘉手苅林昌展」、「沖縄市の沖縄戦展」、「コザ収容所の孤児院展」、「石川文洋写真展」などを開催してきた。また、毎月20日には「戦後史を記録する会」という講演会を実施しており、企画展のテーマに関わるゲストスピーカーが招かれていた。「ヒストリート」の移転に伴い閉館。

## 展示内容
- 沖縄戦における日米両軍の降伏調印、九糎臼砲などの日米両軍の兵器
- コザの街の米兵たちの写真
- コザ暴動、毒ガス移送資料
- ジュークボックス
- ジュラルミンで再生した生活用品や、住民が生活に流用した米軍備品
- 戦後の子どもたちのおもちゃ - 手榴弾も一緒に並べられているが、沖縄戦から間もない頃は子どもたちが手榴弾で遊ぶことがあり、事故も多発した。
- 石川文洋写真 - ベトナム戦争取材に関連して沖縄市でも取材を重ねていたことから、写真が沖縄市に寄贈されている。

読書コーナーがあり、市内の学校や地域等の記念誌に加え、琉球列島米国民政府の月刊誌『今月の琉球』『守礼の光』の閲覧が可能。

## 利用情報
- 開館時間 - 午前10時〜午後6時（おんがく村は正午～午後6時[4]）
- 休館日 - 月曜日、祝祭日、慰霊の日、年末年始
- 入場料 - 無料

## 交通アクセス
- 胡屋バス停下車、徒歩6分
- 沖縄自動車道沖縄南インターチェンジから車で2分

## 周辺
- コザゲート通り
- コザ・ミュージックタウン
- コリンザ
- 沖縄市民会館